# La Dama Enmascarada
Magdalena Caballero (22 de julho de 1925 – 11 de março de 2006) foi uma luchadora mexicana, comumente conhecida sob seu nome no ringue La Dama Enmascarada. Caballero era parente da lutadora profissional Irma González e de sua filha, Irma Aguilar, embora não esteja claro exatamente qual era seu parentesco.
Caballero foi uma das pioneiras da luta profissional feminino no México, sendo creditada como a primeira Campeã Nacional do México em uma época em que a luta profissional entre mulheres era banida na Cidade do México. Ela começou sua carreira como uma lutadora mascarada, mas perdeu sua máscara em 1958 para Irma González, mas voltaria a lutar sob a máscara. Ela também apareceu em três filmes de lucha: Las Lobas del Ring, Las Luchadoras contra La Momia e Las Luchadoras contra el Médico Asesino.

## Biografia
Magdalena Caballero nasceu no dia 22 de julho de 1925, no México. Ela nasceu em uma família de circo, sendo que seus pais, assim como sua avó, se apresentavam em vários atos. A avó de Caballero a incentivou a se tornar um strongman, concentrando-se em feitos de força dental em suas performances.
Ela conheceu seu futuro marido, Andrés Ramos, aos 15 anos de idade. Ramos era um adestrador de animais no circo. Os dois vieram a se casar e tiveram seis filhos juntos. Eles se divorciaram mais tarde, deixando Caballero sozinha para cuidar de si e de seus seis filhos. Com seu trabalho no circo como strongman, os promotores de boxe locais ofereceram-lhe várias participações em lutas.

## Carreira profissional de luta
A luta feminina no México antes da década de 1950 era quase inexistente. No início da década, Jack O'Brien começou a treinar lutadoras em sua academia em León, Guanajuato, incluindo Magdalena Caballero. No ringue, ela trabalhava vestindo uma máscara de luta livre, sob o nome La Dama Enmascarada ("A Mulher Mascarada"), junto de outras aprendizes de O'Brien, como Chabela Romero, La Enfermera, Irma González e Rosita Williams. Sua primeira luta registrada ocorreu em 16 de novembro de 1951, onde ela lutou com La Enfermera del Médico Asesino em uma Lucha de Apuestas, que terminou sem uma vencedora, o que significa que La Dama Enmascarada manteve sua máscara salva, enquanto La Enfermera manteve seu cabelo.
La Dama Enmascarada se tornou a primeira mulher a vencer um campeonato no México ao se tornar a primeira campeã do Campeonato Nacional Mexicano de Mulheres, em 1955. Seu reinado durou menos de um ano, quando Irma González venceu o campeonato no mesmo ano. La Dama Enmascarada recuperou o título em 1958. A rivalidade entre La Dama e González resultou em uma Lucha de Apuestas entre as duas no dia 5 de outubro de 1958. González venceu a partida e, além de não ter seu cabelo raspado, obrigou a Dama Enmascarada a remover a máscara. Como resultado da perda, La Dama Enmascarada se tornou a primeira mulher no México a perder sua máscara como resultado de uma Lucha de Apuestas.
Após perder sua máscara, ela às vezes lutava sob seu nome verdadeiro e às vezes sob o nome "La Dama Enmascarada", apesar de não estar mais mascarada. Devido ao nível reduzido de registros de luta profissional daquele período, não se sabe quem derrotou La Dama Enmascarada para terminar seu segundo reinado como Campeã Nacional do México.
No dia 22 de janeiro de 1961, La Dama Enmascarada derrotou Irma González em uma nova Lucha de Apuestas, forçando González a raspar sua cabeça. Sua última partida registrada aconteceu em 1962, no dia 14 de janeiro, quando ela se uniu a Chabela Romero para enfrentar Irma González e Toña la Tapatía em um show da Empresa Mexicana de Lucha Libre em Guadalajara. Sua carreira no México terminou quando ela começou a viajar pela Europa como parte de um circo itinerante pelos dez anos seguintes.

## Vida pessoal
Caballero e seu marido Andrés Ramos tiveram seis filhos juntos antes do divórcio na década de 1950: Manuel, Francisca, Arturo, Andrés, Magdalena e Teresa. Sua irmã também se tornou uma lutadora profissional, conhecida como María de Jesús Caballero. Ela é também parente de González, a qual começou a lutar na mesma época que Caballero, embora não esteja claro exatamente qual seu parentesco. A filha de González também se tornaria lutadora profissional mais tarde, conhecida como Irma Aguilar. Magdalena Caballero morreu no dia 11 de março de 2006, aos 80 anos de idade, nenhuma causa de morte foi publicada.

## Campeonatos
- Circuito independente mexicano
  - Campeonato Nacional Mexicano de Mulheres (1 vez)[6][3]

## Filmografia
Caballero apareceu como atriz em um papel coadjuvante, além de ter trabalhado como coordenadora de lutas nos seguintes filmes:
- Las Luchadoras cotra el Médico Asesino (1963)[9]
- Las Luchadoras contra La Momia (1964)[9]
- Las Lobas del Ring (1965)[9]

## Registro deLuchas de Apuestas
| Vencedora (aposta)           | Perdedora (aposta)            | Local                | Evento | Dia                   | Notas |
| ---------------------------- | ----------------------------- | -------------------- | ------ | --------------------- | ----- |
| Irma González (cabelo)       | La Dama Enmascarada (máscara) | Torreón, Coahuila    | N / D  | 5 de setembro de 1958 | [ 5 ] |
| La Dama Enmascarada (cabelo) | Irma González (cabelo)        | Guadalajara, Jalisco | N / D  | 22 de janeiro de 1961 | [ 5 ] |